# Отава (окръг, Канзас)
Вижте пояснителната страница за други значения на Отава.
Окръг Отава (на английски: Ottawa County) е окръг в щата Канзас, Съединени американски щати. Площта му е 1870 km², а населението - 6123 души. Административен център е град Минеаполис.